# Kanton Flers-Sud
Kanton Flers-Sud (francouzsky Canton de Flers-Sud) byl francouzský kanton v departementu Orne v regionu Dolní Normandie. Tvořilo ho osm obcí. Zrušen byl po reformě kantonů 2014.

## Obce kantonu
- La Chapelle-au-Moine
- La Chapelle-Biche
- Flers (jižní část)
- La Lande-Patry
- Landigou
- Landisacq
- Saint-Paul
- La Selle-la-Forge